# Recursolândia
Recursolândia is een gemeente in de Braziliaanse deelstaat Tocantins. De gemeente telt 3.839 inwoners (schatting 2009).